# マグナボックス

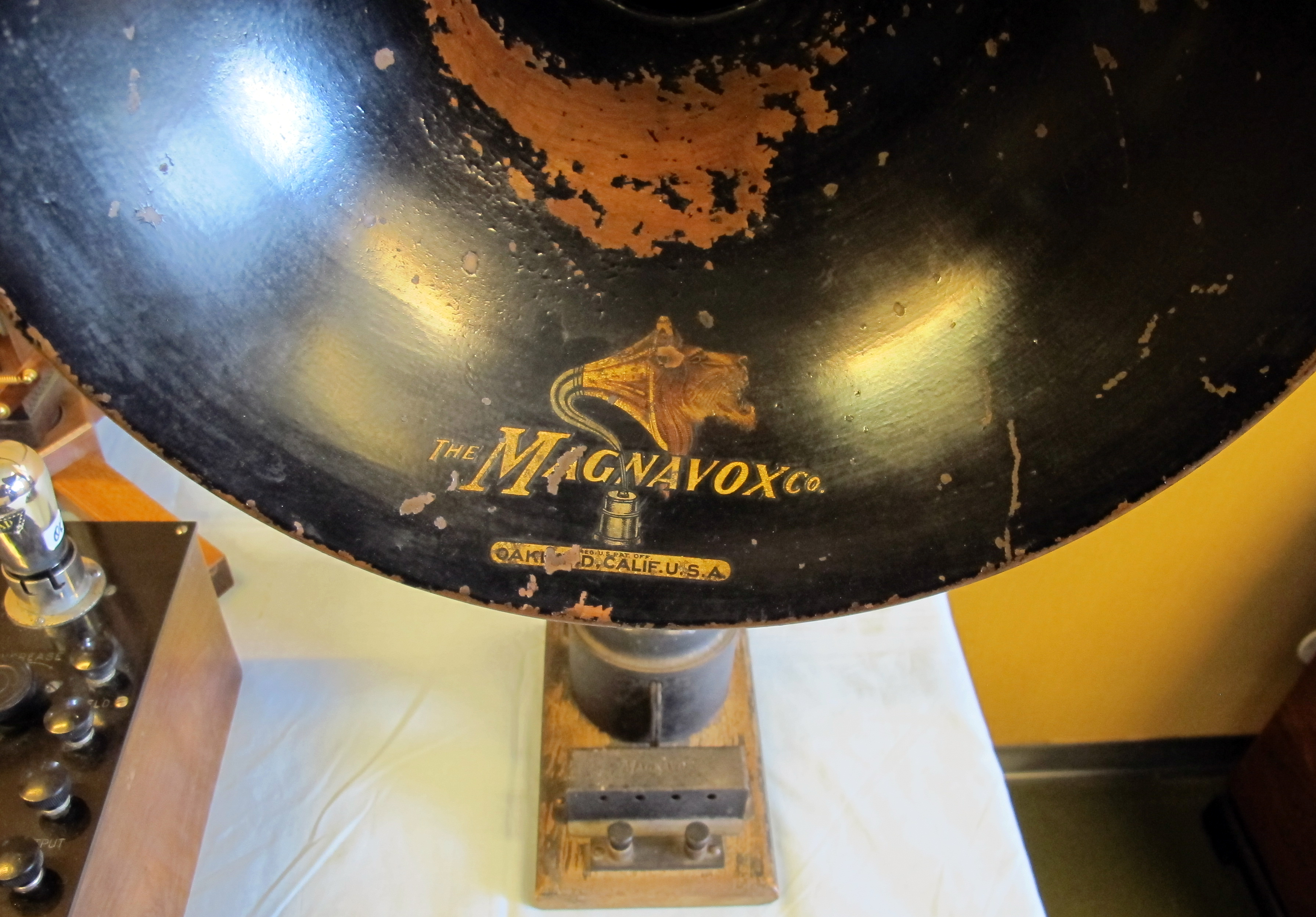
Magnavox

マグナボックス（Magnavox ）は、Edwind Pridham と Peter L. Jensen が設立した電気機器メーカー。彼らは1915年にボイスコイルを使ったスピーカーを発明し、その発明品に "Magnavox" と名前をつけた。1917年、この発明品を販売するため、同じ名前で会社を設立した。
マグナボックスは、民生および軍需の大企業に成長。ラジオ、テレビ、レコードプレーヤーなどを製造した。
1972年、オデッセイ で家庭用ゲーム機市場を開拓した。1974年、フィリップスがマグナボックスの民生機器部門を買収。1990年代後半、フィリップスはアメリカでのブランド知名度向上を目的として "Philips Magnavox" というブランド名を使ったことがある。これはある程度効果があったが、同時に消費者の中で "Philips Magnavox" と "Philips" がどう違うのかという混乱が発生した。現在では両者のブランドをきっちり分けている。
軍需部門は独立企業 Magnavox Electronic Systems として存続していたが、1995年に Hughes Electronics に買収された。その後、Hughes Electronics は軍需部門をレイセオンに売却し、同時にかつてのマグナボックスもそちらに移管された。
マグナボックスの名称は、フィリップスの低価格電気機器市場向けの北米ブランド名として使用されていたが、現在はフィリップスとのライセンスに基づいて船井電機(日本)の商品群をリバッジして使用されている。